# Cabo Finisterre
Kaap Finisterre (Castiliaans Cabo Finisterre, Galicisch Cabo Fisterra) is een granietheuvel met een hoogte van 600 meter in de gemeente Fisterra, in Galicië, Spanje.
De naam Finisterre is afgeleid van het Latijnse Finis Terrae, het einde van de wereld, oftewel daar waar de wereld ophoudt. Volgens de overlevering kreeg de kaap deze naam toebedeeld door de Romeinen die dachten dat de westelijke wereld tot aan het einde van dit schiereiland reikte en niet verder.
De Kaap vormt het uiteinde van een klein schiereiland met een lengte van circa 3 kilometer. Het is zonder twijfel de bekendste kaap aan de Spaanse Atlantische westkust. Het is, op Kaap Touriñán na, het westelijkste punt van het Spaanse deel van het Iberisch Schiereiland.
De Kaap vormt de noordelijke begrenzing van de Costa de la Muerte, in het Nederlands de Kust des Doods, zo genoemd omdat het een van de gevaarlijkste, verraderlijkste kusten ter wereld is.
Veel schepen vergingen hier. Zo zonk hier in 1987 het Panamese schip Casón, waarbij 24 van de 31 opvarenden verdronken. De ramp met de olietanker Prestige in 2002 begon bij Kaap Finisterre toen het schip hier schipbreuk leed. Ook HMS Captain kapseisde en verging hier in 1870.
Door sommige schrijvers wordt Kaap Finisterre geassocieerd met het Promontorio Nerio dat in de beschrijvingen van de Romeinen voorkomt, anderen noemen het als mogelijke ligging voor de Ara Solis die een plaats innam in de Keltische cultuur (zonneaanbidding).
Op de kaap staat een vuurtoren en een gebouw dat als hotel-restaurant wordt gebruikt. De vuurtoren dateert uit 1853, is 13 meter hoog en zijn lichtkoepel steekt 183 meter boven het niveau van de zee uit. Het licht van de vuurtoren heeft een reikwijdte van meer dan 30 zeemijlen.
Kaap Finisterre is ook het eindpunt van de pelgrimsroute naar Santiago de Compostella (zie ook pelgrimsroute naar Santiago de Compostella). Hiervoor zijn verschillende verklaringen mogelijk. Een daarvan is dat Finisterre al onderdeel uitmaakte van een heidense cultus, en dat het christendom dat heeft overgenomen. Een andere verklaring zou zijn dat Jezus de apostel Jakob naar het einde van de wereld (Finisterre) stuurde om het geloof te verkondigen.
Menige pelgrim verbrandt op deze rotspunt - als einde van zijn of haar lange tocht - al zijn kleren.

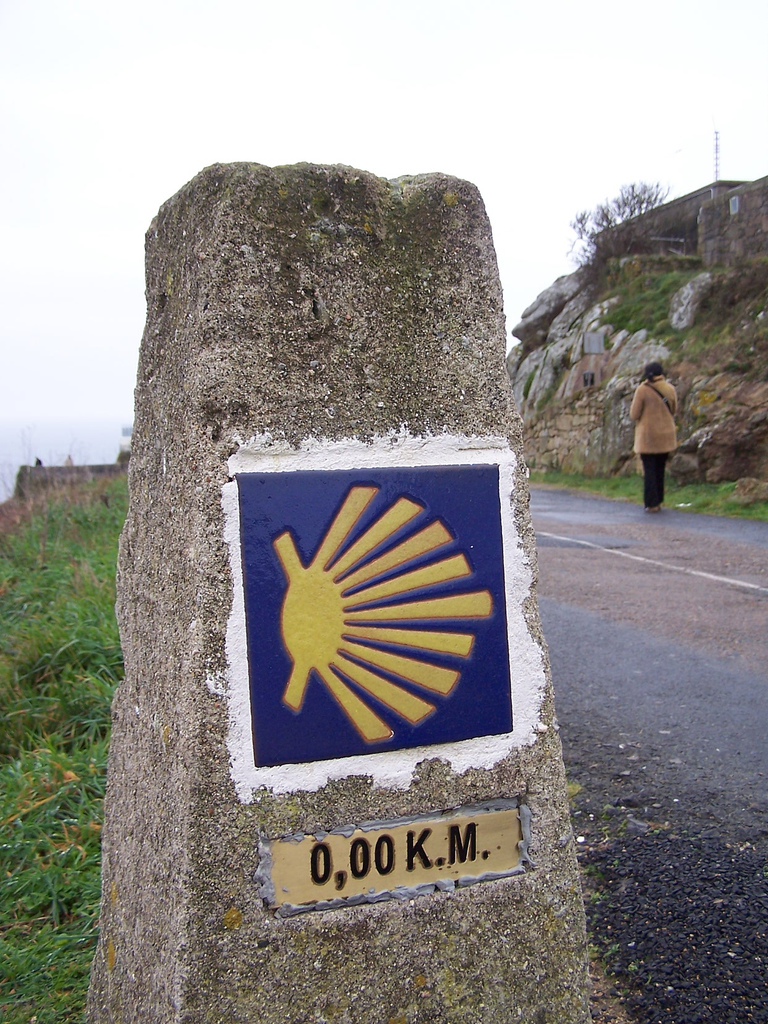
Laatste punt op de pelgrimsroute van Santiago de Compostela
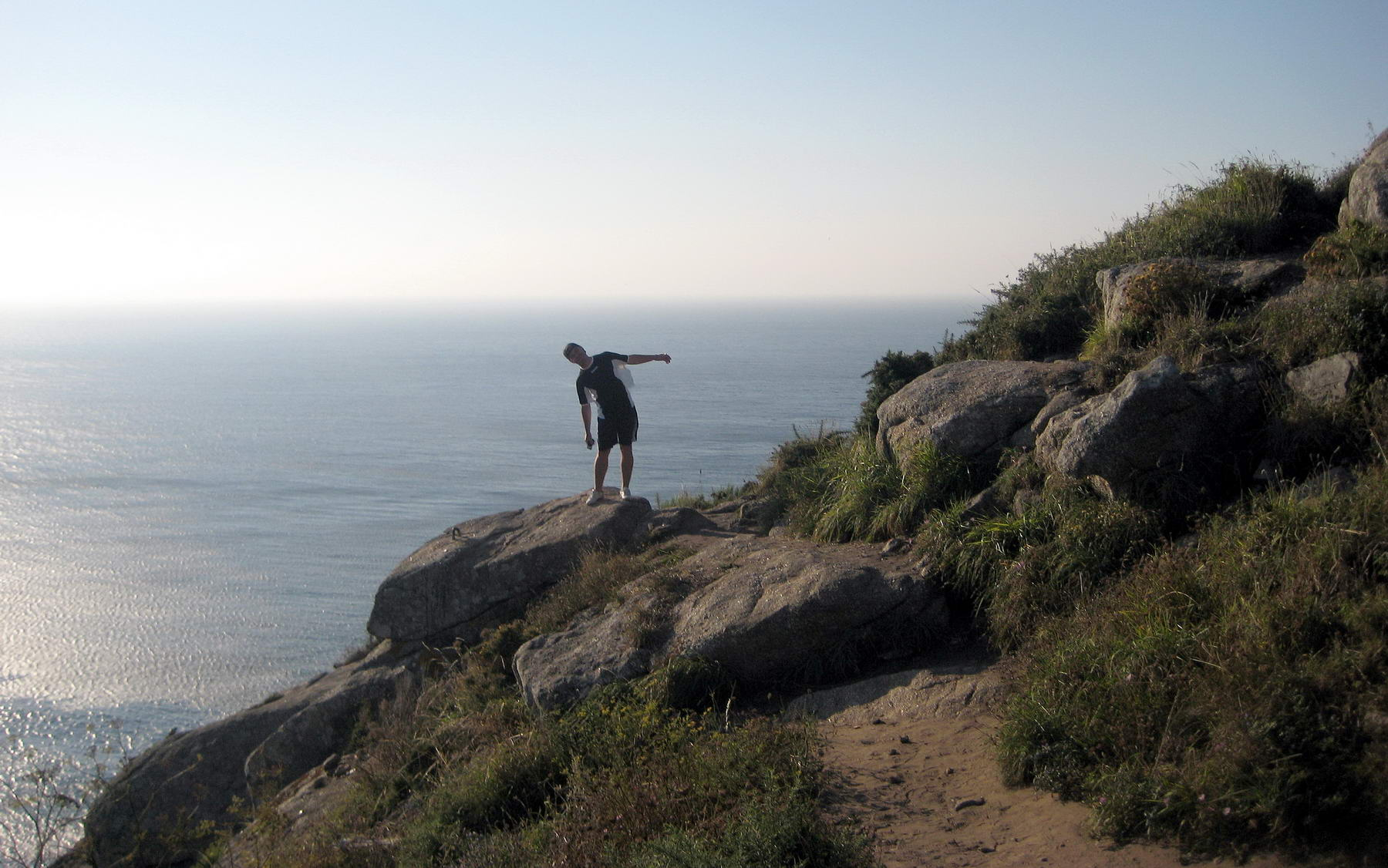
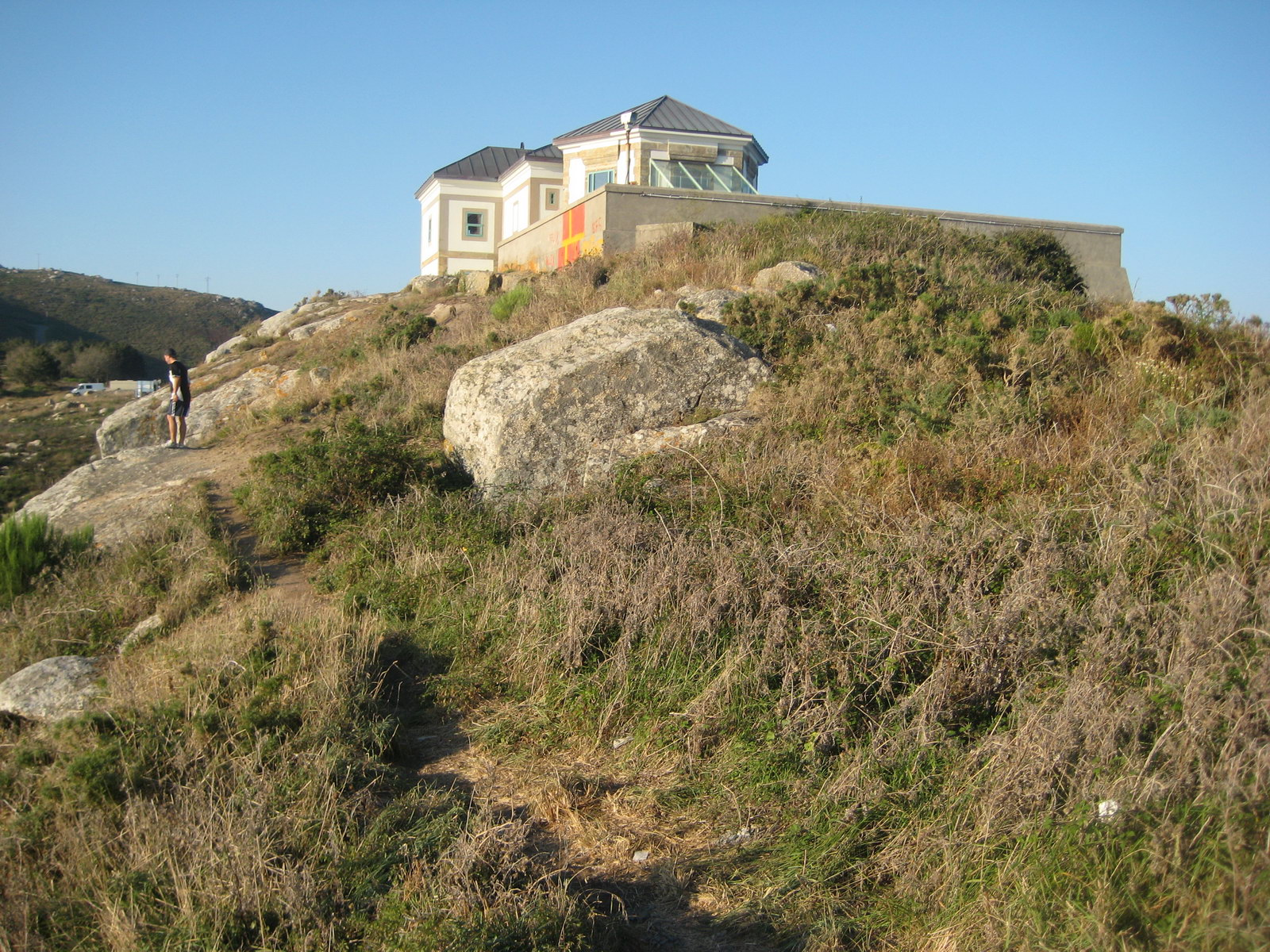
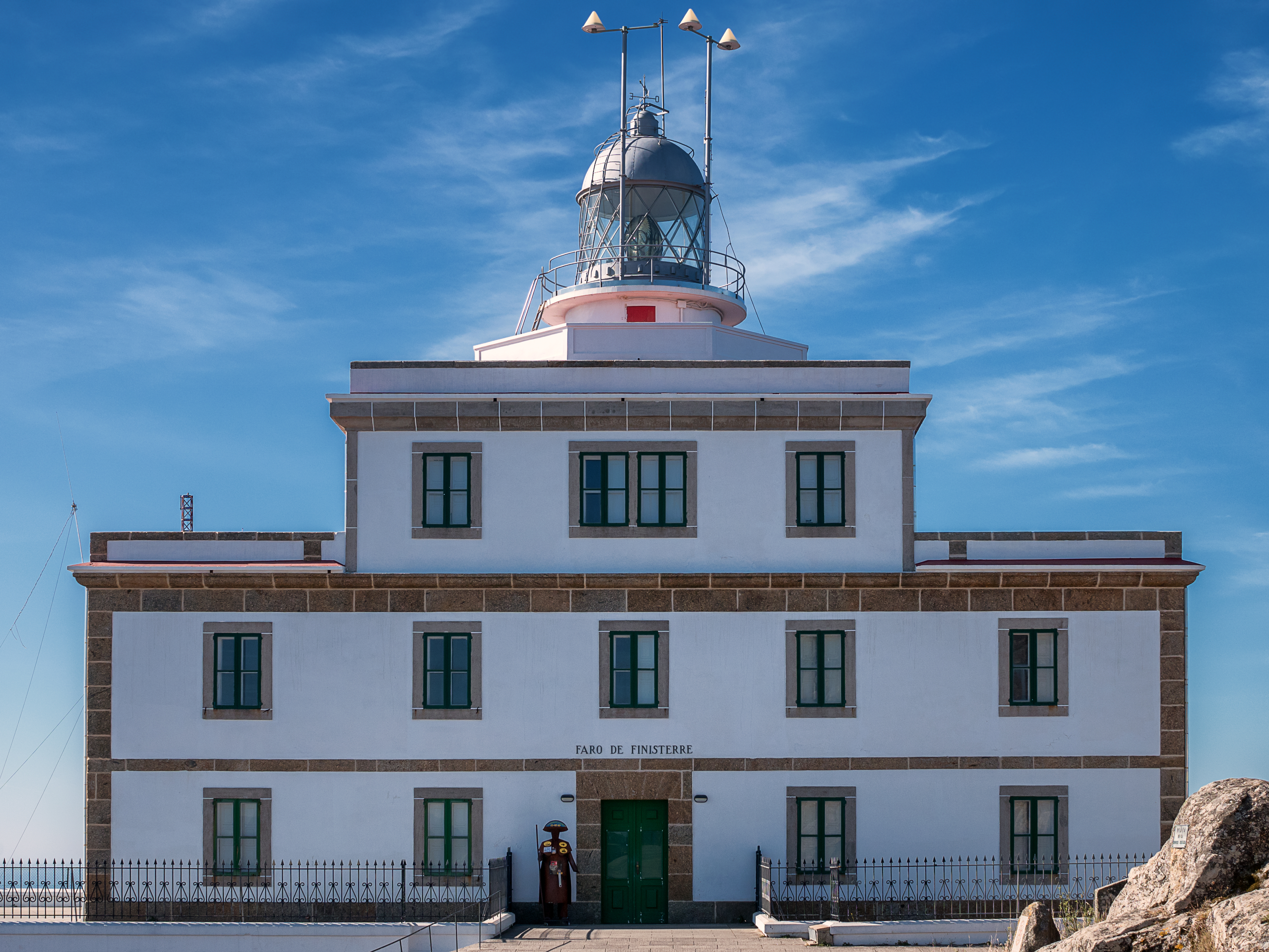
Vuurtoren op Kaap Finisterre